# Zabrežani
 Zabrežani  (olaszul: Presani) falu Horvátországban, Isztria megyében. Közigazgatásilag Pazinhoz tartozik.

## Fekvése
Az Isztriai-félsziget közepén, Pazintól 7 km-re délnyugatra a Pazin – Póla vasútvonal mellett fekszik.

## Története
A településnek 1880-ban 539, 1910-ben 624 lakosa volt. 2011-ben 417 lakosa volt.

## Lakosság
| Lakosság változása | Lakosság változása | Lakosság változása | Lakosság változása | Lakosság változása | Lakosság változása | Lakosság változása | Lakosság változása | Lakosság változása | Lakosság változása | Lakosság változása | Lakosság változása | Lakosság változása | Lakosság változása | Lakosság változása | Lakosság változása |
| ------------------ | ------------------ | ------------------ | ------------------ | ------------------ | ------------------ | ------------------ | ------------------ | ------------------ | ------------------ | ------------------ | ------------------ | ------------------ | ------------------ | ------------------ | ------------------ |
| 1857               | 1869               | 1880               | 1890               | 1900               | 1910               | 1921               | 1931               | 1948               | 1953               | 1961               | 1971               | 1981               | 1991               | 2001               | 2011               |
| 0                  | 0                  | 539                | 521                | 548                | 624                | 0                  | 0                  | 539                | 521                | 452                | 398                | 393                | 391                | 408                | 417                |

## Nevezetességei
Szent János és Pál apostolok tiszteletére szentelt plébániatemploma 1635-ben épült. 1896-ban bővítették, 1926-ban, 1939-ben és 1985-ben megújították. Egyhajós, négyszög alaprajzú épület, homlokzata előtt előcsarnokkal. Oltárán Szűz Mária, valamint a templom két patrónusának szép kivitelű szobrai állnak.